# 102. Division (Japanisches Kaiserreich)
Die 102. Division (jap. 第102師団, Dai-102 Shidan) war eine Division des Kaiserlich Japanischen Heeres, die 1944 aufgestellt und 1945 aufgelöst wurde. Ihr Tsūshōgō-Code (militärischer Tarnname) war Ziehen-Division (抜兵団, ?-heidan).

## Geschichte der Einheit
Die 102. Division wurde am 15. Juni 1944 unter dem Kommando von Generalleutnant Fukuei Shinpei als Typ-C-„Brigade“/„Spezial“-Division hauptsächlich aus der 31. Selbstständigen Gemischten Brigade aufgestellt. Sie bestand aus der 77. (170., 171., 172. und 354. Selbstständiges Infanterie-Bataillon) und 78. Infanterie-Brigade (169., 173., 174. und 355. Selbstständiges Infanterie-Bataillon) sowie dem 102. Artillerie-Regiment und dem 102. Pionier- und Transport-Regiment. Das Depot der ca. 11.000 Mann starken Division lag in Kumamoto, Japan.

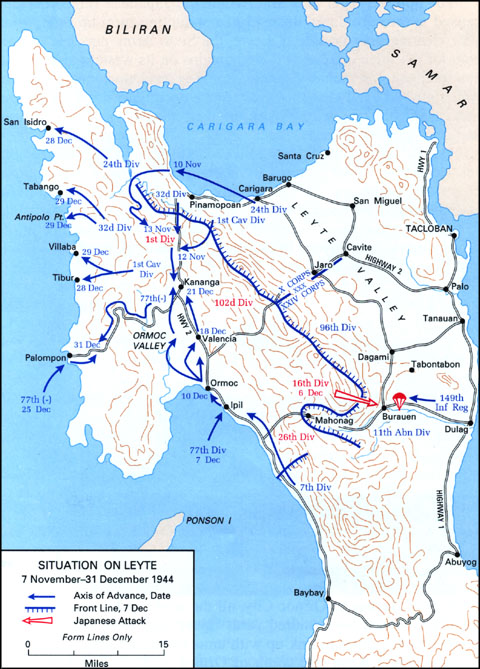
Kampfverlauf während der Schlacht um Leyte im Dezember 1944

Nach dem 1943 und Anfang 1944 die Alliierten über die Salomonen und Neuguinea vorgestoßen waren drohten sie, als Nächstes auf den Philippinen zu landen und damit die japanischen Versorgungswege nach Indonesien, Südchina und Burma abzuschneiden. In Antizipation verstärkten das Daihon’ei die Truppen auf den Philippinen und wandelte die 14. Armee in die 14. Regionalarmee um. Die ursprünglich zwei Divisionen starke Armee schwoll auf 15 Division an. Zu den Verstärkungen zählte auch die 102. Division, die Mitte 1944 der 35. Armee auf Leyte unterstellt wurde und ihr Hauptquartier auf Cebu aufschlug.
Am 20. Oktober 1944 landeten Truppen der 6. US-Armee am südlichen Leyte Valley und leiteten damit die Schlacht um Leyte ein. Den 55.000 Japanern standen über 200.000 Amerikaner gegenüber. Der Großteil der 102. Division hatte sich in den Bergen in Zentral-Leyte nördlich von Ormoc eingegraben, während ihre linke Flanke von der 1. Division, ihre rechte Flanke von der 16. Division gedeckt wurde. Bis Ende Dezember 1944 waren die überlebenden japanischen Verteidiger an die Westküste Leytes gedrängt, wo sie verzweifelt versuchten, das immer noch von Japan besetzte Cebu zu erreichen. Dies gelang aus Mangel an Transportschiffen nur Wenigen.
Die Reste der 102. Division, die vor der Schlacht um Leyte auf Cebu verblieben waren, wurden nach der Landung im Februar 1945 von US-Truppen vernichtet.

## Gliederung
Im Juli 1944 erfolgte die Aufstellung zu einer Typ C „Brigade“/„Spezial“-Division wie folgt:
- 102. Infanterie-Divisions-Stab (ca. 80 Mann)
  - 77. Infanterie-Brigade-Stab (ca. 60 Mann)
    - 170. Selbstständiges Infanterie-Bataillon (990 Mann)
    - 171. Selbstständiges Infanterie-Bataillon (990 Mann)
    - 172. Selbstständiges Infanterie-Bataillon (990 Mann)
    - 354. Selbstständiges Infanterie-Bataillon (990 Mann)
    - 77. Infanterie-Brigade-Signal-Einheit (140 Mann)
    - 77. Infanterie-Brigade-Pionier-Einheit (90 Mann)

  - 78. Infanterie-Brigade Stab (ca. 60 Mann)
    - 169. Selbstständiges Infanterie-Bataillon (990 Mann)
    - 173. Selbstständiges Infanterie-Bataillon (990 Mann)
    - 174. Selbstständiges Infanterie-Bataillon (990 Mann)
    - 355. Selbstständiges Infanterie-Bataillon (990 Mann)
    - 78. Infanterie-Brigade-Signal-Einheit (140 Mann)
    - 78. Infanterie-Brigade-Pionier-Einheit (90 Mann)

  - 102. Artillerie-Regiment (ca. 800 Mann)
  - 102. Signal-Einheit (ca. 100)
  - 102. Pionier-Regiment (ca. 400 Mann)
  - 102. Transport-Regiment (ca. 400 Mann)
  - 102. Feldhospital (1×) (ca. 450 Mann)
  - 102. Wasserversorgungs- und -aufbereitungs-Einheit (ca. 60 Mann)
  - 102. Veterinär-Hospital (ca. 40 Mann)
  - 102. Versorgungs-Kompanie (ca. 120 Mann)

Gesamtstärke: ca. 10.950 Mann